# Empoa
Empoa  (лат.) — род цикадок из отряда полужесткокрылых.

## Описание
Цикадки длиной около 3—4 мм. Голова с глазами уже переднеспинки, темя посредине немного длиннее, чем у глаз. В Палеарктике 8 видов.
- Empoa anufrievi Dwor.
- Empoa euphrosyne Anufr.